# San Marino en los Juegos Olímpicos de Tokio 2020
San Marino estuvo representado en los Juegos Olímpicos de Tokio 2020 por cinco deportistas, tres hombres y dos mujeres, que en cuatro deportes.
Los portadores de la bandera en la ceremonia de apertura fueron el practicante de luchador Myles Amine y la nadadora Arianna Valloni

## Medallistas
El equipo olímpico sanmarinense obtuvo las siguientes medallas:
| Nombre                              | Deporte     | Competición |
| ----------------------------------- | ----------- | ----------- |
| Oro                                 |             |             |
| —                                   |             |             |
| Plata                               |             |             |
| Alessandra Perilli Gian Marco Berti | Tiro        | Foso mixto  |
| Bronce                              |             |             |
| Myles Amine                         | Lucha libre | 86 kg M     |
| Alessandra Perilli                  | Tiro        | Foso F      |